# John Freddy Pérez
John Freddy Pérez Lizarazo (Bucaramanga, Colombia, 22 de julio de 1988) es un futbolista colombiano, juega como volante de creación, popularmente se le conoce como El Chapu y  actualmente se encuentra jugando en el Alianza Fútbol Club en el fútbol profesional colombiano en la Categoría Primera A.

## Estadísticas
| Atlético Bucaramanga · Colombia                                                              | 2ª                         | 2009                       | Desconocido | Desconocido | —  | — | — | —  | Desconocido | Desconocido | Desconocido |
| Atlético Bucaramanga · Colombia                                                              | Total club                 | Total club                 | --          | --          | 0  | 0 | 0 | 0  | --          | --          | --          |
| Real Santander · Colombia                                                                    | 2ª                         | 2009-10                    | 17          | 0           | 2  | 0 | — | —  | 19          | 0           | 0,0         |
| Real Santander · Colombia                                                                    | 2ª                         | 2011                       | 11          | 0           | 4  | 0 | — | —  | 15          | 0           | 0,0         |
| Real Santander · Colombia                                                                    | 2ª                         | 2012                       | 38          | 5           | 8  | 1 | — | —  | 46          | 6           | 0,13        |
| Real Santander · Colombia                                                                    | 2ª                         | 2013                       | 13          | 3           | 7  | 1 | — | —  | 20          | 4           | 0,2         |
| Real Santander · Colombia                                                                    | Total club                 | Total club                 | 79          | 8           | 21 | 2 | 0 | 0  | 100         | 10          | 0,12        |
| Atlético Bucaramanga · Colombia                                                              |                            |                            |             |             |    |   |   |    |             |             |             |
| 2ª                                                                                           | 2013                       | 18                         | 4           | 2           | 0  | — | — | 20 | 4           | 0,2         |             |
| 2ª                                                                                           | 2014                       | 19                         | 7           | —           | —  | — | — | 19 | 7           | 0,36        |             |
| Total club                                                                                   | Total club                 | 37                         | 11          | 2           | 0  | 0 | 0 | 39 | 11          | 0,28        |             |
| América de Cali · Colombia                                                                   | 2ª                         | 2014                       | 18          | 7           | 7  | 1 | — | —  | 25          | 8           | 0,38        |
| América de Cali · Colombia                                                                   | Total club                 | Total club                 | 18          | 7           | 7  | 1 | 0 | 0  | 25          | 8           | 0,38        |
| Atlético Bucaramanga · Colombia                                                              | 2ª                         | 2015                       | 17          | 6           | 6  | 3 | — | —  | 23          | 9           | 0,39        |
| Atlético Bucaramanga · Colombia                                                              | Total club                 | Total club                 | 17          | 6           | 6  | 3 | 0 | 0  | 23          | 9           | 0,39        |
| Deportivo Cali · Colombia                                                                    | 1ª                         | 2015                       | 7           | 0           | 2  | 0 | — | —  | 9           | 0           | 0,0         |
| Deportivo Cali · Colombia                                                                    | Total club                 | Total club                 | 7           | 0           | 2  | 0 | 0 | 0  | 9           | 0           | 0,0         |
| Atlético Bucaramanga · Colombia                                                              | 1ª                         | 2016                       | 28          | 5           | 4  | 0 | — | —  | 32          | 5           | 0,15        |
| Atlético Bucaramanga · Colombia                                                              | 1ª                         | 2017                       | 37          | 6           | 3  | 2 | — | —  | 40          | 8           | 0,20        |
| Atlético Bucaramanga · Colombia                                                              | 1ª                         | 2018                       | 34          | 6           | 2  | 0 | — | —  | 36          | 6           | 0,19        |
| Atlético Bucaramanga · Colombia                                                              | 1ª                         | 2019                       | 38          | 10          | 3  | 0 | — | —  | 41          | 10          | 0,23        |
| Atlético Bucaramanga · Colombia                                                              | 1ª                         | 2020                       | 18          | 3           | 1  | 0 | — | —  | 19          | 3           | 0,15        |
| Atlético Bucaramanga · Colombia                                                              | Total club                 | Total club                 | 155         | 30          | 13 | 2 | 0 | 0  | 168         | 32          | 0,19        |
| Total Atlético Bucaramanga                                                                   | Total Atlético Bucaramanga | Total Atlético Bucaramanga | 209         | 46          | 21 | 5 | 0 | 0  | 230         | 51          | 0,22        |
| Águilas Doradas · Colombia                                                                   | 1ª                         | 2021                       | 10          | 1           | —  | — | — | —  | 10          | 1           | 0,01        |
| Águilas Doradas · Colombia                                                                   | Total club                 | Total club                 | 10          | 1           | 0  | 0 | 0 | 0  | 10          | 1           | 0,01        |
| Alianza Petrolera · Colombia                                                                 | 1ª                         | 2021                       | 22          | 5           | 3  | 0 | — | —  | 25          | 5           | 0,20        |
| Alianza Petrolera · Colombia                                                                 | Total club                 | Total club                 | 22          | 5           | 3  | 0 | 0 | 0  | 25          | 5           | 0,20        |
| Royal Pari · Bolivia                                                                         | 1ª                         | 2022                       | 11          | 3           | —  | — | 1 | 0  | 12          | 3           | 0,25        |
| Royal Pari · Bolivia                                                                         | Total club                 | Total club                 | 11          | 3           | 0  | 0 | 1 | 0  | 12          | 3           | 0,25        |
| Total carrera                                                                                | Total carrera              | Total carrera              | 346         | 70          | 54 | 8 | 1 | 0  | 401         | 78          | 0,19        |
| (1) Incluye datos de la Copa Colombia (2010-19). (2) No incluye goles en partidos amistosos. |                            |                            |             |             |    |   |   |    |             |             |             |